# Cimitero di Sant'Anna
Il cimitero di Sant'Anna, detto anche cimitero Urbano o cimitero Monumentale di Lucca, è il principale luogo di sepoltura della città di Lucca, situato fuori dalle mura, a nord di Porta San Donato, in direzione del bastione di Santa Croce. 

## Storia

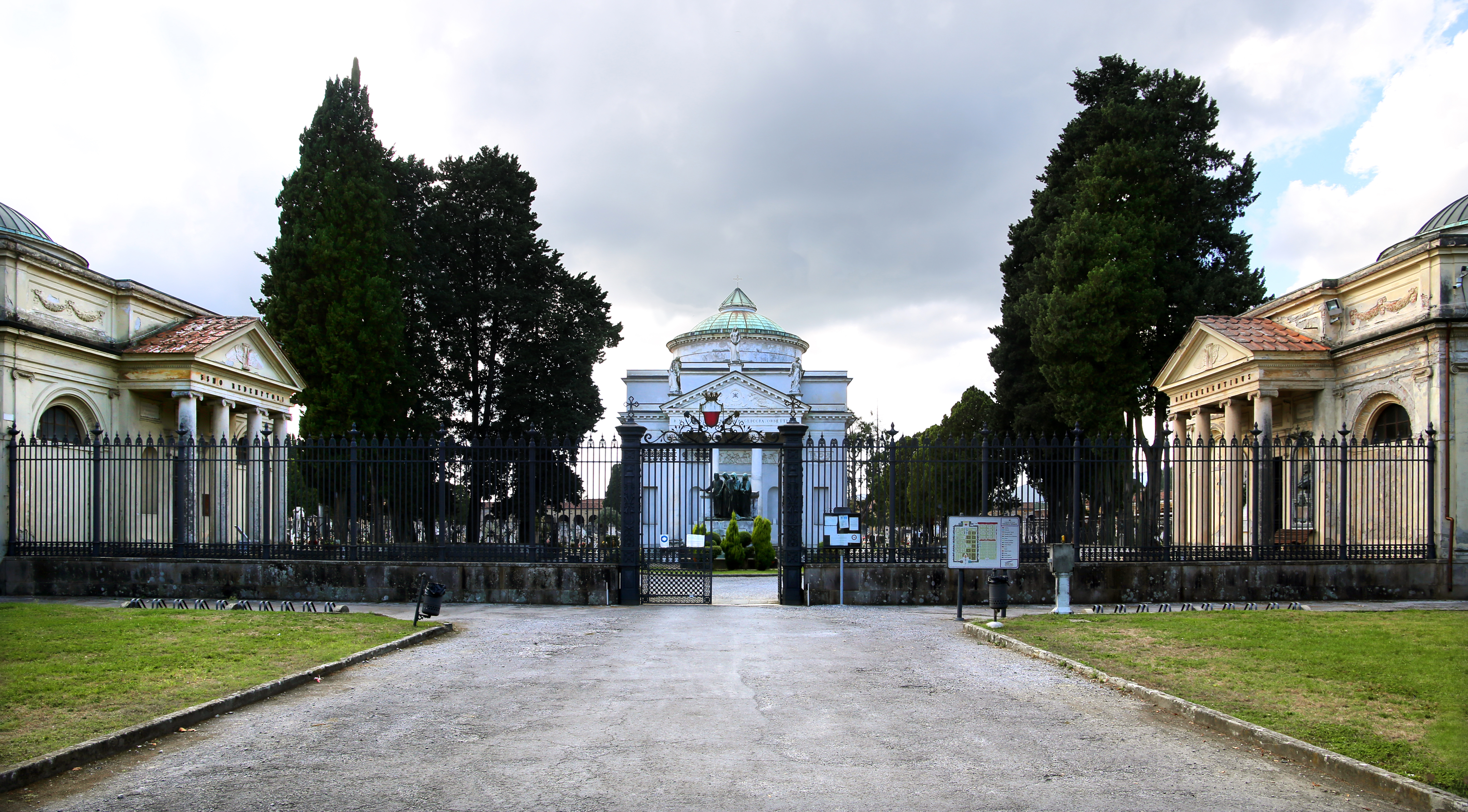
Ingresso monumentale

A Lucca, come nella maggior parte delle città italiane, si seppellivano i morti all'interno delle mura urbane: le principali famiglie avevano i pozzi mortuari presso le proprie cappelle nelle chiese cittadine, o comunque nel pavimento o nel sagrato delle chiese stesse; la numerosa comunità religiosa aveva i propri luoghi di sepoltura nei chiostri o comunque all'interno di monasteri e conventi; la borghesia, gli artigiani e le loro famiglie spesso avevano a disposizione le sedi delle numerose confraternite, a cui ognuno dotato di un reddito stabile era praticamente tenuto a iscriversi nel corso della propria vita; escludendo i non cristiani e i condannati a morte, che venivano sepolti fuori dalle mura, la grande fetta restante del popolo minuto trovava solitamente sepoltura presso gli ospedali cittadini, in particolare nel camposanto del maggiore di tutti, l'antico ospedale di San Luca e monastero di Santa Giustina.
Il disagio di avere un grande luogo di sepoltura nel nucleo storico cittadino, insufficiente per spazio e a ridosso di altri edifici, aveva fatto sorgere la proposta di un nuovo spazio mortuario fuori le mura fin dal 1696, ma si dovette attendere il 1774 prima di approvare un vero e proprio progetto, che entrò in funzione in uno spazio extra-murario nel 1776, in un luogo che era una naturale proiezione verso l'esterno di quello che era stato il campo mortuario ospedaliero. 
Si deve immaginare una struttura relativamente piccola e destinata alla povera gente, pressoché contemporanea alle simili riforme promosse a Firenze da Pietro Leopoldo e anticipatrice delle istanze dell'editto di Saint Cloud (1804). Tuttavia fu solo nel 1807, con decreto di Felice Baciocchi, che il cimitero suburbano ricevette il necessario sviluppo, quando furono proibite tutte le sepolture nelle chiese e nelle sedi delle confraternite, obbligando tutte le Compagnie, le Opere laiche o ecclesiastiche della città ad acquistare una porzione di terreno in questo sito da destinare ai propri defunti. L'ampliamento conseguente del cimitero esistente poté dirsi completato nel 1811, suggellato dall'erezione di due cappelle originarie ai lati dell'ingresso. Al centro di queste, in asse con l'ingresso, nel 1823, venne eretta da Lorenzo Nottolini la cappella Orsetti, per Maria Domenica Paglicci Orsetti, dama di compagnia della duchessa Maria Luisa di Borbone. 
Negli anni successivi si ebbero vari ampliamenti: nel 1831 verso nord (architetto Giovanni Lazzarini), nel 1844 con accrescimento del perimetro e creazione di loggiati ai lati (per Cesare Lazzarini, attuato solo parzialmente), nel 1860-1865 con le arcate Nord, nel 1874 con la ricostruzione delle cappelle dell'ingresso (a sinistra del Redentore e a destra dei Benemeriti - o Famedio cittadino), e fino al 1916 col completamento delle arcate. Nel Dopoguerra infine venne costruito il campo del Cimitero Nuovo.
Nonostante l'elevata qualità del complesso architettonico e del corredo scultoreo, il principale cimitero lucchese ha sempre sofferto di una certa incuria legata alla scarsa manutenzione, come ricordano già le memorie dei padri cappuccini custodi del cimitero raccolte dal 1871 al 1913, e tale condizione appare invariata ancora oggi, sebbene il Comune di Lucca abbia promosso un graduale recupero delle coperture dei loggiati storici.

## Descrizione
Tra le opere, si segnalano sculture di Augusto Passaglia, Urbano Lucchesi, Francesco Petroni, Alfredo Angeloni, Arnaldo Fazzi, Umberto Pinzauti e Giuseppe Baccelli.

## Sepolture illustri
- Carlo Angeloni
- Teresa Bandettini
- Raffaello Baralli
- Nicola Barbantini
- Cesare Bernardini
- Luigi Boccherini
- Salvatore Bongi
- Alceste Campriani
- Francesco Carrara
- Alfredo Catalani
- Alemanno Cortopassi
- Domenico Cortopassi
- Gino Custer De Nobili
- Carlo Del Prete[2]
- Nicola Farnesi
- Arnaldo Fazzi
- Ferruccio Ferrari
- Luigi Fornaciari
- Raffaello Fornaciari
- Luigi Giorgi
- Enrico Giovannetti
- Pietro Guidi
- Lamberto Landi
- Eugenio Lazzareschi
- Giorgio Lucchesi
- Cesare Lucchesini
- Gaetano Luporini
- Augusto Mancini
- Carlo Massei
- Ildefonso Nieri
- Émilien de Nieuwerkerke
- Lorenzo Nottolini
- Augusto Passaglia
- Carlo Petri
- Pietro Pfanner
- Mario Pieri
- Silvio Pieri
- Achille Pucci
- Giovanni Rosadi
- Michele Rosi
- Cesare Sardi
- Girolamo Tommasi
- Alberto Tonelli